# Anexión de Hawái
La anexión del Reino de Hawái fue un proceso por el cual los Estados Unidos tomó control del antiguo Reino Hawaiano y lo convirtió en territorio propio. Ocurrió entre 1893 y 1898, cuando empresarios estadounidenses, apoyados por militares de Estados Unidos, derrocaron a la reina Liliʻuokalani y crearon un gobierno provisional. Aunque al principio el gobierno de Estados Unidos no aceptó la anexión, en 1898 el Congreso estadounidense aprobó la incorporación de Hawái como territorio.

## La anexión por parte de los Estados Unidos delReino de Hawái
ocurrió el 7 de julio de 1898, y es el resultado de un proceso de crecimiento de los intereses comerciales que los Estados Unidos tenían en Hawái. Básicamente lo que buscaban los cultivadores es que el azúcar originado en Hawái no tuviese aranceles de ingreso a la nación del norte, pero dicho proceso evolucionó hacia la anexión territorial y posterior estatidad por parte de Estados Unidos de esa nación soberana.

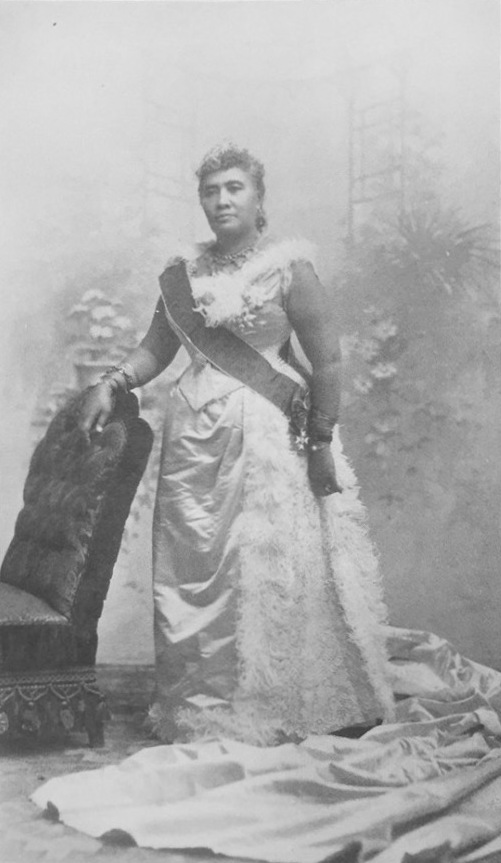
Liliʻuokalani, última reina de Hawái.

Durante la segunda mitad del siglo XIX, los terratenientes norteamericanos en la industria del azúcar poco a poco incrementaron su control sobre la vida social y económica en las islas hasta tomarlo completamente. En 1887 se pusieron de acuerdo para dar un golpe de Estado a los gobernantes locales y establecer de esa manera un gobierno favorable a sus intereses, imponiendo una nueva constitución. Pero en 1891 sufrieron una derrota, la nueva reina Liliuokalani reemplazó la constitución que ellos habían impuesto y tomó poderes absolutos.
Un "Comité de Seguridad Revolucionario" encabezado por Sanford B. Dole y aparentemente apoyado por el embajador estadounidense ante las islas, llamó a los Marines que se encontraban en un crucero anclado en Pearl Harbor con la excusa de proteger vidas norteamericanas y además establecer un nuevo gobierno encabezado por Dole como presidente. El embajador estadounidense, motu proprio, reconoció este nuevo gobierno y proclamó a Hawái "Protectorado" del gobierno de los Estados Unidos de América a partir del 1 de febrero de 1893.
Representantes del gobierno de Dole expusieron ante el Senado estadounidense un tratado de anexión, pero la oposición dentro del Congreso logró retrasar la aprobación hasta que Grover Cleveland tomase posesión del cargo de presidente de los Estados Unidos en el mes de marzo de ese año.
Una vez en su cargo, Cleveland inmediatamente ordenó una investigación, la cual reveló que la revolución había sido impuesta por los sembradores de azúcar extranjeros y que la mayoría de los hawaianos no deseaban la anexión.
Un nuevo embajador fue enviado con el mandato de que la reina Liliuokalani fuese puesta de nuevo en su trono, con la condición de que se restituyese la constitución de 1887. El "presidente" Dole hizo caso omiso y continuó gobernando ilegalmente, y en 1894 proclamó la República de Hawái. No deseando tumbar a este gobierno por la fuerza, Cleveland muy a su pesar lo reconoció pero se opuso a la anexión.
Su sucesor, el presidente William McKinley, negoció un nuevo tratado en 1897. A pesar de que muchos senadores no estaban de acuerdo y retrasaron la ratificación del mismo durante más de un año, el uso de la base naval de Pearl Harbour en la guerra hispano-estadounidense dramatizó la importancia estratégica de Hawái.
Cuando se tuvo claro que la administración no podría obtener los dos tercios de la votación para ratificar dicho tratado por parte del Senado, lograron que la anexión fuese aprobada por votación simple bicameral del Congreso, que solo requería mayoría simple. En 1900, Hawái se convirtió en territorio de los Estados Unidos con Dole como su gobernador. En 1959 Hawái se convirtió en el 50.º estado de los Estados Unidos de América.